# اثر مزومری

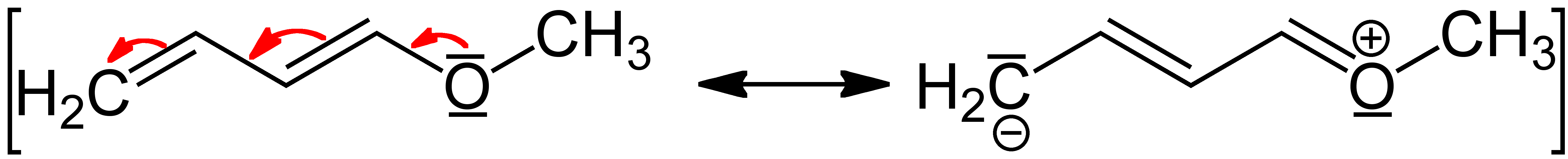
اثر مزومری مثبت یک گروه متوکسی در یک اتر

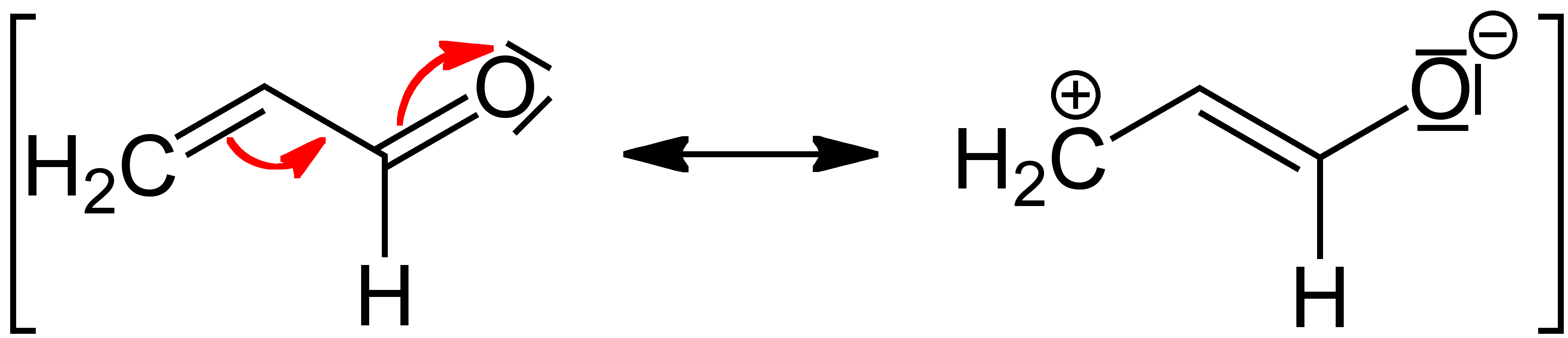
اثر مزومری منفی یک گروه کربونیل در آکرولئین

اثر مزومری(به انگلیسی: Mesomeric effect) در شیمی خاصیت استخلاف‌ها یا گروه‌های عاملی در یک ترکیب شیمیایی است. این اثر به شکل قطبیت تولید شده در مولکول توسط برهمکنش دو پیوند پای یا بین یک پیوند پای و جفت الکترون غیرپیوندی موجود در یک اتم مجاور تعریف می‌شود.
این اثر به روشی کیفی استفاده می‌شود و خواص الکترون کشندگی یا دهندگی استخلاف‌ها را بر اساس ساختارهای رزونانسی مربوطه توصیف می‌کند و با نماد M نشان داده می‌شود. اثر مزومری زمانی که استخلاف یک گروه الکترون‌کشنده باشد، مزومری منفی (M-) است و زمانی که استخلاف یک گروه الکترون‌دهنده باشد، مزومری مثبت (M+) است.
ترتیب اثر مزومری مثبت:
–O− > –NH۲ > –OR > –NHCOR > –OCOR > –Ph > –CH۳ > –I > –Br > –Cl > –F
ترتیب اثر مزومری منفی:
–NO۲ > –CN > –SO۳H > –CHO > –COR > –COOCOR > –COOR > –COOH > –CONH۲ > –COO−
جریان خالص الکترون از استخلاف یا به استخلاف توسط اثر القایی نیز تعیین می‌شود. اثر مزومری ناشی از همپوشانی اوربیتال‌های p (رزونانس) مطلقاً تأثیری بر این اثر القایی ندارد، زیرا اثر القایی صرفاً به الکترونگاتیوی اتم‌ها و توپولوژی آن‌ها در مولکول (نحوه اتصال اتم‌ها به هم) مربوط می‌شود.
مفاهیم اثر مزومری، مزومریسم و مزومر توسط اینگولد در سال ۱۹۳۸ به عنوان جایگزینی برای مفهوم مترادف رزونانس پاولینگ معرفی شد. «مزومریسم» در این زمینه اغلب در متون علمی آلمانی و فرانسوی دیده می‌شود، اما در متون انگلیسی اصطلاح «رزونانس» غالب است.